# Guzmania fawcettii
Guzmania fawcettii är en gräsväxtart som beskrevs av Carl Christian Mez. Guzmania fawcettii ingår i släktet Guzmania och familjen Bromeliaceae. Inga underarter finns listade i Catalogue of Life.